# Celovško polje
Celovško polje ali tudi Celovška ravnina (narečno Puale ali na Pualah, nemško Klagenfurter Feld ali Klagenfurter Ebene) je nižinska pokrajina vzhodno od Celovca (oz. od Vrbskega jezera) na avstrijskem Koroškem in predstavlja posebno slovensko narečno področje. Demonima prebivalcev sta Poljanke in Poljanci. Ledinska imena so skoraj vsa slovenskega izvora in nekatera so opesnjena. Poleg Celovškega, so na Koroškem še Gosposvetsko, Lurnško in Grobniško polje.

## Lega
Celovško polje se razteza med Celovcem (oz. od Vrbskim jezerom) vse do Tinj (oz. do obronkov Svinške planine oz. Škofljica in Brankovca na vzhodu). Na severu ga omejujejo Gosposvetsko gričevje, Štalenska gora in Krištofova gora, na jugu pa Gure; na jugovzhodu tvori Drava naravno mejo do južnega dela Podjune. Celovško polje zajame področja mesta Celovec ter nižinske predele današnjih občin Štalenska gora, Žrelec, Pokrče, Grabštanj ter staro občino Tinje in dele občine Mostič. Celovško polje ni identično s Celovško kotlino, ki je mnogo večje centralno-koroško področje. Največji kraj je Celovec. Polje (nekdanje področja barja) nudi tudi mesto za letališče.

## Reke in potoki
Največja reka, ki teče skozi Celovško polje je Krka, ki je hkrati tudi druga največja reka Koroške in je dolga 120 km. Izvira na severnem Koroškem, preteče Zgornjo Krško dolino, nato Osko Krko in Srednjo Krško dolino, preteče Grobniško polje ter priteče pri Mostiču na širše področje Celovškega polja, kjer naredi lok v smer Celovca, teče mimo Šentlovrenca pri Šenttomažu nad Celovcem in se izliva pri Grabštajnu v Dravo.
- Raba izvira v Gosposvetskem gričevju na barju v Vogličah, teče mimo Ovš do Trdnje vasi in Hutne vasi ter se po Delnji vasi izliva v Krko.
- Glina, ki izvira na Osojskih Turah, preteče Trg, dolino Gline (pri Šentvidu ob Glini), Gosposvetsko polje ter priteče severno od Celovca na Celovško polje in se izliva nad Grabštanjom v Krko.
- Timeniški potok izvira na Štaleni gori in se izliva pri Timenici v Krko. Tvojri naravno povezavo med Celovškim poljem in "Gosposvetskim gričevjem".
- Jezernica je naravni odtok Vrbskega jezera in se izliva pri Žrelcu v Glino.
- Osojniški potok izvira v Gurah oz. v Strančičah in se izliva pri Žrelcu v Jezernico.

- Krčica pravzaprav ni več reka Celovškega polja, saj se izliva v Mostiču v Krko, do kamor sežejo nižinsko Polje.

## Ravninski predeli
Povsem ravninski predeli, ki so se tudi naravno še dokaj ohranili so:
- Grabštanjsko polje pri Grabštanju,
- Tinjsko polje pri Tinjah,
- Vasjevaško polje pri Vasji vasi pri Šenttomažu nad Celovcem,
- Šenttomažko polje pri Šenttomažu pri Celovcu ter
- Čiberško polje pri vasi Čilberk pri Šenttomažu nad Celovcem v občini Šenttomažu nad Celovcem med hriboma Osel in Čilberk.

## Zgodovina
Celovško polje je poleg Gosposvetskega polja osrednja zgodovinska politična in administrativna pokrajine Koroške in Karantanije. Ime polje izvira iz starodavne, že rimske tradicije. Čez Celovško polje peljejo prometne poti že iz antike iz Celeie (antičnega Celja) preko sv. Heme v Podjuni do Viruna ter preko Ljubelja, Žihpolj Vetrinja do Gospe Svete oz. v rudniške kraje severne Koroške skozi dolini Krke in Krčice.
Dolini obeh rek Gline in Rabe povezujeta Celovško polje z Gosposvetskim poljem oz. s Krnskim gradom in z Gospo Sveto. Tako je se je lahko sprevod ustoličevanja koroških vojvod, ki je imel izhodišče pri vojvodskem kmetu v Blažji vasi severno od Barja pri Vresah nad Šentjakobom ob Cesti, odvijal na eni ali na drugi poti.
Na Celovškem polju je tudi posebej veliko število koseževin. Ker v predelu današnje občine Štalenska gora ni bila neposredno prisotna velika gospoda, so se njihove pravice tudi posebno dolgo ohranile, v delih vse tja do 16. in začetka 17. stoletja. Nekatere nekdanje gospode (npr. Partovca pri Šenttomažu nad Celovcem) in celo nekatere katastrske občine izvirajo iz koseškega sodstva (npr. Bučinja vas v Pokrčah in Štalenski gori ali Rogarja vas pri Šenttomažu). Teh avtonomnih koseških sodstev je bilo na področju občine 10.
Prvi veliki koroški kmečki upor leta 1478 je imel med drugim središče tudi na osrednjem nekdanjem Karantanskem, na Celovškem polju in zlasti v Šentjakobu ob Cesti (danes na vzhodnem delu Celovca). Grafenauer piše, da so bili uporniki finančno dobro zorganizirani, kar v luči koseških sodstev bolje razumemo. Reke Krka, Glina in Jezernica so tvorile mejo med Conama A in B med letoma 1918 in 1920 ter za časa koroškega plebiscita. Južno in vzhodno od teh rek se je smatralo deželo povsem ali pretežno slovensko, vendar je tudi bil rezultat plebiscita takšen, kot je bil, zahvaljujoč se glasovom Slovencev v regiji.
Poleg osrednje kulturno-gospodarske funkcije Celovca je pripadalo slovenski Hranilnici in posojilnici v Šenttomažu nad Celovcem, ter prosvetnemu društvu Edinost Šenttomaž - danes v občini Štalenska gora, da oskrbuje domačine s prosvetnim delom in gospodarskim blagostanjem. Njihovi člani so bili doma po celi ravnini. Furlanski slikar Jakob Brollo je poslikal štiri cerkve na Celovškem polju: v župnijski cerkvi Šenttomaž nad Celovcem, župnijsko cerkev in podružnici v Šmarjeti (danes del Celovca) in v Šentlovrenc pri Šenttomažu nad Celovcem, kjer je ohranjen slovenski napis. V župnijski cerkvi Timenica pa je naslikal sveta Cirila in Metoda.
Celovško polje je tudi prizorišče nacistične strahovlade, saj so tudi iz njenega centra deportirali ugledne slovenske družine v izgnanstvo in prisilno delo, od koder se niso vsi vrnili. Zlasti je ta travma, ob stalnem potrjevanju rezultatov po vojni, imela dolgoročne posledice na vsakdanjo rabo jezika v javnosti in s tem na njegov dolgoročni razvoj.
Tinje so od nekdaj kulturno središče med Podjuno in Celovškim poljem, zato so slovenski duhovniki s pomočjo domačinov daleč naokoli po Koroškem ustanovili osrednjo kulturno ustanovo Katoliški dom prosvete Sodalitas. Tinje so tudi središče istoimenske dekanije, ki zajame celotno vzhodno polovico Celovškega polja vključno z Radišami in z Otmanjami. 

## Romanja na Celovškem polju
- Gospa Sveta na Gosposvetskem polju. Gospa Sveta je osrednji center pokristjanevanja Karantancev. Tja prihajajo Slovenci s širšega slovenskega območja na vse večje Marijine praznike. S Celovškega polja se gre peš v Gospo sveto.[5]

- Dolina pri Pokrčah sredi Celovškega polja je božja pot od leta 1849 naprej, ko se je trem domačinkam, Slovenkam, prikazala Marija na štoru sredi gozda. Cerkev je bila prvotno posvečena leta 1863. Pred kratkim je bila temeljito obnovljena, ohranjen pa je slovenski križev pot in dodani so vitraži s slovenskimi napisi.[2]

- Krištofova gora oz. cerkvev svetega Krištofa na god svetega Lovrenca (10. avgusta), ko so tam blagoslovili rž. Ta božja pot je priljubljena zlasti pri Selanih in pri domačinih iz Mežice.

- Romanje ali tek na štiri gore je bilo eno najbolj množičnih romanj na drugi petek po veliki noči (Praznik  svete sulice in žebljev našega Gospoda).

Božja pot vodi preko štiri vrhov nad Gosposvetskim poljem: od Štalenske gore preko Šenturško gore, Šentviško gore ali Kozjemu vrhu vse do Šentlovrenške gore, s cerkvami svete Helene in Magdalene, svetega Urha, svetega Vida in svetega Lovrenca. Romarji jo morajo skleniti v enem dnevu.
Ta božja pot je etnografsko med najzanimivejšimi procesijami. T. i. leteča procesija v osrčju Karantanije, izvira po mnenju etnologa Pavla Zablatnika še iz predkrščanske dobe in naj bi izhajala iz vegetacijskega kulta kot neko čaščenje božanstev rodovitnosti. Ta staroselski obred, ki so ga častili tudi Rimljani, so prevzeli poganski Slovenci in tako obhajali pomladanski sončni praznik. Razni obredi, kot trganje zelenja, pobiranje kamenja iz tlaka cerkve v Porečah na gori ali sekundarna vloga župnika potrjujeta Zablatnikovo dognanje. V času razsvetljenstva je bilo romanje prekinjeno, toda sredi 19. stoletja spet obnovljeno. Bilo je množično slovensko romanje. Prav iz tega razloga je bilo sredi 20. stoletja spet prekinjeno. Danes je zopet obnovljeno.
- Romanje na tri gore na tretji petek po veliki noči.

Romarji so prehodili tri vrhove v osrčju Koroške: od Krištofove gore nad Celovškim poljem preko znamenite osrednje karantanske Štalenske gore do Šenturške gore nad Gosposvetskim poljem. Tudi to romanje je treba opraviti za en dan in nudi pravljičen pogled na Celovško polje.

## Slovensko narečje
Celovško polje tvori enotno narečno področje in pripada poljanskemu govoru oz. poljanščini Celovškega polja (oz. Celovške ravnine), ki je prehodno narečje (govor) med rožanščino in podjunščino (glej Slovenska narečja). Govorniki so Poljanci (v razliki do Gorjancev v Gurah). Kot posebna različica rožanščine je bila že identificirana s strani Janeza Scheinigga in potrjena v mednarodno priznani dijalektološki disertacij Katje Sturm-Schnabl. Scheinigg v svojem delu »Die Assimilation« razdeli rožanščino v tri enote in sicer spodnji Rož, zgornji Rož in Celovška ravnina.
Leta 2014 je Tomaž Ogris izdal pri založbi Drava narečno knjigo vključno s CD-jem z domačimi domislicami in čenčami pod naslovom Vamprat in Hana.

## Terminologija
Slovensko geografsko ime nedvomno v naravi obstoječega geografskega področja Celovškega polja je znanstveno dognano na osnovi zgodovinskih virov, literature in terenskih jezikoslovnih raziskav živega slovenskega narečja tako na Radikih Gurah kot na zahodnih Gurah, ki pa že pripadaja rožanskemu narečju.
Slovenski geografski pojem Celovško polje je inačica v nemščini in avstrijski uradni geografiji povsem normiranega pojma Klagenfurter Feld ()".
Ugotoviti je treba, da slovenski pojem v delu slovenske referenčne znanstvene literature dela referenčnih avtorjev kot takšen ni recipiran. To je tem bolj problematično, ne samo ker pokrajina s slovensko kulturno zgodovino in deloma koroško-slovenskim prebivalstvom obstaja ter da pač obstaja v naravi. S tem je tudi jezikovno in terminološko potreben.
- Omenimo lahko, da Pavel Zdovc, referenčni avtor, kar se sodobne rabe slovenskih krajevnih imen na Koroškem tiče, v svojem referenčnem delu o krajevnih imenih na Koroškem v poglavju o »Imenih večjih južnokoroških pokrajin« Celovškega polja ne omenja in s tem tudi ne pojmuje prebivalce in prebivalke s slovenskim pojmom.
- Pojem Celovško polje tudi ne uporablja avtorica disertacije o slovenskem narečju pokrajine, ki jo pomotoma sistematično pojmuje kot Klagenfurter Becken, to je Celovška kotlina.
- Niti se najde pojem Celovško polje v elektronski verziji Slovarja slovenskega knjižnega jezika (SSKJ).
Te znanstvene vrzeli je izpolnil avtor številnih avtentičnih literarnih besedil s Celovškega polja ter znanstveni avtor Bojan-Ilija Schnabl v svojih publikacijah vse od leta 2012 naprej. ter zlasti tudi v geslu o Celovškem polju v Enciklopedije slovenske kulturne zgodovine na Koroškem.
Zlasti poudarja tudi pomen imena - ter s tem pokrajinskega imena - ter poimenovanja prebivalcev za identiteto v geslu Name und Identität (ime in identiteta) v omenjeni Enciklopediji.
Zaradi tega je tudi normiral pojem v Enciklopediji v posebnem geslu.
O Celovškem polju je izšlo nekaj novejše avtentične domače literature avtorja Bojana-Ilije Schnabla, prav zaradi tega, da bi s tem pripomogel k (ponovni) uveljavitvi pojma, ki je del živega domačega jezika in narečja.
Miran Černec, avtor poljudnega članka o koroškem slikarju Marku Pernhartu v slovenskem časopisu Križanka za desničarje (julij-avgust 2025 na dveh mestih pravilno uporablja pojem Celovško polje ter tudi pravilno karakterizira širše geografsko področje Celovškega polja (»od ravnic in valovitih gričev Celovškega polja«. Pojem je s tem našel pot v poljudno novinarsko terminologijo tudi v Sloveniji.